# Ctenotus lancelini
Ctenotus lancelini (ланселінський гребневухий сцинк) — вид сцинкоподібних ящірок родини сцинкових (Scincidae). Ендемік Австралії.

## Поширення і екологія
Ланселінські гребневухі сцинки є ендеміками острова Ланселін, розташованого біля узбережжя Західної Австралії. Вид також був інтродукований в околицях затоки Джуріен. Ланселінські гребневухі сцинки живуть серед вапнякових скель, порослих травою та невисокими чагарниками. Ховаються в норах морських птахів.

## Збереження
МСОП класифікує цей вид як такий, що перебуває на межі зникнення. Ctenotus lancelini загрожує поширення інвазивних бур'янів.